# Pueblo xinca
El pueblo xinca o etnia xinca es una etnia amerindia, en lo que hoy es Guatemala, El Salvador y Honduras. Se caracterizaban por hablar la lengua Xinca. No está relacionada con ninguna lengua maya o con el azteca.

## Historia

Pueblos indígenas que habitaban el territorio salvadoreño en tiempos de la conquista: 1. Nahuas pipiles, 2. Potones o Lencas, 3. Kakawiras o Cacaoperas, 4. Xincas o Xinkas, 5. Mayas Chortis, 6. Mayas Pokomames, 7. Chorotegas.

Antes de la llegada de los colonizadores españoles con Pedro De Alvarado, el señorío xinca se extendía desde la costa del Pacífico hasta las montañas de Jalapa. Los xincas opusieron resistencia a Pedro de Alvarado y sus hombres, cuando atravesaron la zona rumbo a Cuscatlán. Finalmente, el conquistador los venció y tomó como esclavos a muchos de ellos, a quienes obligó a acompañarlo a la conquista de lo que ahora es El Salvador. De ese hecho se deriva el nombre del pueblo, el río y el puente “Los Esclavos”, en el municipio de Cuilapa, Santa Rosa. La batalla tuvo lugar el 26 de mayo de 1524 y resultó en una reducción significativa de la población de xinca.
Después de 1575, el proceso de extinción de la población xinca se aceleró, principalmente por el traslado de la población a otros lugares y la hispanización gradual de la población.
En la actualidad, el xinca, único idioma indígena cuyo origen no se remonta a los antiguos mayas, está en franca desaparición, pues lo hablan apenas entre 100 y 250 personas. Según estudios recientes, es hablado en siete municipios y una aldea de Santa Rosa y Jutiapa. En Santa Rosa, la cultura Xinca se establece en los municipios de: San Juan Tecuaco, Chiquimulilla y Guazacapán. En 1991 se mencionaba que solo tenía 25 hablantes, pero en 1997 se decía que eran 297. Para ese último año, se mencionaba que en Guazacapán, Santa Rosa, solo lo hablaban 5 o 6 abuelos, la mayoría de más de 80 años. Una de las referencia más antiguas sobre este idioma la proporcionó el arzobispo Pedro Cortés y Larraz durante una visita pastoral a la diócesis de Taxisco, en 1769. Los expertos aseguran que la reconstrucción del xinca se puede visualizar como posible mediante métodos de lingüística histórica y arqueología lingüística, que pueden ser aplicados por equipos de lingüistas dedicados a este método.